# Vaiden, Mississippi
Vaiden là một thành phố thuộc quận Carroll, tiểu bang Mississippi, Hoa Kỳ. Năm 2010, dân số của thành phố này là 734 người.

## Dân số
- Dân số năm 2000: 834 người.
- Dân số năm 2010: 734 người.